# Пятидесятники-единственники
Пятидесятники-единственники (также пятидесятники-унитарии) — движение в пятидесятничестве, придерживающееся антитринитарного и монотеического учения, что Отец Небесный, Иисус Христос и Дух Святой — одна и та же Личность (а не три, как говорит принятая в большинстве христианских конфессий догма Троицы). Отец Небесный — это Бог, Творец неба и земли через Сына 
Ин 1:3:
Все чрез Него начало быть, и без Него ничто не начало быть, что начало быть.
Евр 1:2:
в последние дни сии говорил нам в Сыне, Которого поставил наследником всего, чрез Которого и веки сотворил. Иисус Христос — это Бог в человеческом теле, основываясь на следующих стихах:

«Я и Отец — одно.»
— Иоанна. 10:30

«Филипп сказал Ему: Господи! покажи нам Отца, и довольно для нас.
Иисус сказал ему: столько времени Я с вами, и ты не знаешь Меня, Филипп? Видевший Меня видел Отца; как же ты говоришь, покажи нам Отца?
Разве ты не веришь, что Я в Отце и Отец во Мне? Слова, которые говорю Я вам, говорю не от Себя; Отец, пребывающий во Мне, Он творит дела.
Верьте Мне, что Я в Отце и Отец во Мне; а если не так, то верьте Мне по самым делам.»
— Иоанна. 14:8—11

Также и Дух Святой — это Бог. Но ни в коем случае Отец Небесный, Иисус Христос и Дух Святой не являются тремя разными Богами. Это один и тот же Бог. Что совпадает с  учением всех христиан, признающих троицу. Настаивают на единственной правильной формуле крещения: «Во имя Иисуса Христа», а не «Во имя Отца, Сына и Святого Духа», основываясь на следующих стихах:

«Петр же сказал им: покайтесь, и да крестится каждый из вас во имя Иисуса Христа для прощения грехов; и получите дар Святаго Духа»
— Деяния. 2:38

«И велел им креститься во имя Иисуса Христа. Потом они просили его пробыть у них несколько дней»
— Деяния. 10:48

## Основания
Иисус подразумевается когда говорится о Господе в Танахе.
| Пророчество в Танахе | Исполнение в Новом Завете |
| --- | --- |
| «И скажу им: если угодно вам, то дайте Мне плату Мою; если же нет, — не давайте; и они отвесят в уплату Мне тридцать сребреников. И сказал мне Господь: брось их в церковное хранилище, — высокая цена, в какую они оценили Меня! И взял Я тридцать сребреников и бросил их в дом Господень для горшечника.» — Зах. 11:12, 13       | «Тогда один из двенадцати, называемый Иуда Искариот, пошел к первосвященникам и сказал: что вы дадите мне, и я вам предам Его? Они предложили ему тридцать сребреников и с того времени он искал удобного случая предать Его.» — Матфея. 26:14, 15 Первосвященники, взяв сребреники, сказали: непозволительно положить их в сокровищницу церковную, потому что это цена крови. Сделав же совещание, купили на них землю горшечника, для погребения странников; посему и называется земля та «землею крови» до сего дня. — Матфея. 27:7 |
| «Тогда выступит Господь и ополчится против этих народов, как ополчился в день брани. И станут ноги Его в тот день на горе Елеонской, которая перед лицем Иерусалима к востоку; и раздвоится гора Елеонская от востока к западу весьма большою долиною, и половина горы отойдет к северу, а половина ее — к югу.» — Зах. 14:3, 4     | «И когда они смотрели на небо, во время восхождения Его, вдруг предстали им два мужа в белой одежде и сказали: мужи Галилейские! что вы стоите и смотрите на небо? Сей Иисус, вознесшийся от вас на небо, придет таким же образом, как вы видели Его восходящим на небо. Тогда они возвратились в Иерусалим с горы, называемой Елеон, которая находится близ Иерусалима, в расстоянии субботнего пути.» — Деяния. 1:10—12 |
| «Глас вопиющего в пустыне: приготовьте путь Господу, прямыми сделайте в степи стези Богу нашему; всякий дол да наполнится, и всякая гора и холм да понизятся, кривизны выпрямятся и неровные пути сделаются гладкими; и явится слава Господня, и узрит всякая плоть [спасение Божие]; ибо уста Господни изрекли это.» — Исаия. 40:3 | «Он сказал: я глас вопиющего в пустыне: исправьте путь Господу, как сказал пророк Исаия.» — Иоанна. 1:23 «Ибо он тот, о котором сказал пророк Исаия: глас вопиющего в пустыне: приготовьте путь Господу, прямыми сделайте стези Ему.» — Матфея. 3:3 «Начало Евангелия Иисуса Христа, Сына Божия, как написано у пророков: вот, Я посылаю Ангела Моего пред лицем Твоим, который приготовит путь Твой пред Тобою. Глас вопиющего в пустыне: приготовьте путь Господу, прямыми сделайте стези Ему.» — Марка. 1:1, 2 «И он проходил по всей окрестной стране Иорданской, проповедуя крещение покаяния для прощения грехов, как написано в книге слов пророка Исаии, который говорит: глас вопиющего в пустыне: приготовьте путь Господу, прямыми сделайте стези Ему; всякий дол да наполнится, и всякая гора и холм да понизятся, кривизны выпрямятся и неровные пути сделаются гладкими; и узрит всякая плоть спасение Божие.» — Луки. 3:3—6 |
| «Все истреблю с лица земли, говорит Господь: истреблю людей и скот, истреблю птиц небесных и рыб морских, и соблазны вместе с нечестивыми; истреблю людей с лица земли, говорит Господь.» — Соф. 1:2, 3 | «пошлет Сын Человеческий Ангелов Своих, и соберут из Царства Его все соблазны и делающих беззаконие» — Матфея. 13:41 |

Основные пятидесятнические направления, а также остальные протестанты, католики и православные отвергают единственников как Антитринитаризм. На официальном уровне единственники считаются сектой с 325 г. решением Первого Никейского Собора.
В начале XX века движение начало набирать силу в результате раскола пятидесятничества. В 1913 г. на одном из съездов лидеров пятидесятнических церквей в Лос-Анджелесе проповедник Р. Макалистер выступил с речью, в которой опровергал существование триединства Бога. Идеи Макалистера привлекли многих членов Ассамблеи Бога, в результате чего внутри организации произошел раскол: около четверти проповедников вышли из неё и образовали собственный союз - Объединённую пятидесятническую церковь. Единственникам было отказано в приеме в «Федеральный совет церквей Христа». Причиной такого нерасположения к ним являются радикальные воззрения единственников, выступающих за пересмотр устоявшейся христианской догматики и ортодоксальной традиции.
В основном, отличие единственников от других протестантских учений в том, что они верят в Единого Бога (Отец Небесный, Иисус Христос и Дух Святой) и крещение во имя Иисуса Христа. Но взгляды общин единственников могут отличаться одни от других. Это зависит от руководителей общин, истории их возникновений и прочего.  Единственники поддерживают дружественные отношения с другими деноминациями.

## Основные деноминации
- Апостольская церковь Эфиопии
- Истинная церковь Иисуса
- Международная объединённая пятидесятническая церковь
- Пятидесятническая церковь Индонезии
- Пятидесятнические ассамблеи мира
- Субботствующие пятидесятники
- Церковь евангельских христиан в духе апостолов